# EHF European Cup der Frauen 2024/25
Am EHF European Cup 2024/25 nehmen 64 Handball-Vereinsmannschaften teil, die sich in der vorangegangenen Saison in ihren Heimatländern für den Wettbewerb qualifiziert hatten. Die fünfte Austragung des Wettbewerbs gewann die isländische Mannschaft Valur Reykjavík.

## Runde 1
Die erste Runde wurde nicht ausgetragen.

## Runde 2
An der zweiten Runde nahmen 64 Mannschaften teil.

### Qualifizierte Teams
| - WAT Atzgersdorf - Greenpower JAGS Roomz Hotels - UHC Stockerau - Azeryol HK - Kur - Qaradağ HK - KTSV Eupen - ŽRK Borac - HRK Grude - RK Hadžići - ŽRK Krivaja Zavidovići - Youth Union of Athienou - Cyview Developers Latsia Nicosia - Házená Kynžvart - DHC Slavia Prag - Málaga Costa del Sol - Conservas Orbe Zendal BM Porriño - Caja Rural Aula Valladolid - Vestmanna ÍF - H71 - Anagennisi Artas - O.F.N. Ionias - AEP Panorama - A.E.S.H. Pylea - PAOK Thessaloniki - ŽRK Bjelovar - RK Dalmatinka Ploče - Haukar Hafnarfjörður - Valur Reykjavík - SSV Brixen - Handball Erice - Cassa Rurale Pontinia | - Jomi Salerno - KHF Ferizaj - KHF Istogu - KHF Samadrexha - Cascada HC Garliava SM - Žalgiris Kaunas - HB Dudelange - Handball Käerjeng - HB Red Boys Differdange - ŽRK Tivat - ŽRK Metalurg - ŽRK Čair Skopje - Venéco VELO - JuRo Unirek VZV - Westfriesland SEW - MKS PR Gniezno - Madeira Andebol SAD - Colégio de Gaia - ADA de São Pedro do Sul - HSC Kreuzlingen - Spono Eagles - ŽRK Železničar Inđija - ŽORK Jagodina - HK Slovan Duslo Šaľa - IUVENTA Michalovce - ŽRD Litija - ŽRK Mlinotest Ajdovščina - Kristianstad HK - Bursa Büyükşehir BS - Görele BSK - Üsküdar BSK - HK Halytschanka Lwiw |

### Ausgeloste Spiele und Ergebnisse
| Mannschaft 1                                 | Mannschaft 2                                  | Hinspiel             | Rückspiel                        | Gesamt  |
| -------------------------------------------- | --------------------------------------------- | -------------------- | -------------------------------- | ------- |
| ŽRK Krivaja Zavidovići Topčić 18             | JuRo Unirek VZV van Splunter 14               | 04.10.2024 19:00 Uhr | 05.10.2024 19:00 Uhr             | 52 : 65 |
| ŽRK Krivaja Zavidovići Topčić 18             | JuRo Unirek VZV van Splunter 14               | 25 : 35 (11 : 16)    | 27 : 30 (14 : 15)                | 52 : 65 |
| ŽRK Krivaja Zavidovići Topčić 18             | JuRo Unirek VZV van Splunter 14               | 800 Zuschauer        | 700 Zuschauer                    | 52 : 65 |
| Jomi Salerno Rossomando, Dalla Costa je 10   | Vestmanna ÍF Olsen 20                         | 04.10.2024 19:00 Uhr | 05.10.2024 18:00 Uhr             | 53 : 48 |
| Jomi Salerno Rossomando, Dalla Costa je 10   | Vestmanna ÍF Olsen 20                         | 27 : 21 (20 : 12)    | 26 : 27 (15 : 14)                | 53 : 48 |
| Jomi Salerno Rossomando, Dalla Costa je 10   | Vestmanna ÍF Olsen 20                         | 120 Zuschauer        | 190 Zuschauer                    | 53 : 48 |
| UHC Stockerau Lauermann, Walterová je 8      | ŽRK Železničar Inđija Kocić 12                | 05.10.2024 19:00 Uhr | 12.10.2024 19:00 Uhr             | 42 : 70 |
| UHC Stockerau Lauermann, Walterová je 8      | ŽRK Železničar Inđija Kocić 12                | 27 : 38 (14 : 17)    | 15 : 32 (08 : 14)                | 42 : 70 |
| UHC Stockerau Lauermann, Walterová je 8      | ŽRK Železničar Inđija Kocić 12                | 250 Zuschauer        | 250 Zuschauer                    | 42 : 70 |
| ŽORK Jagodina Adžić 20                       | RK Hadžići Kulić 12                           | 04.10.2024 19:00 Uhr | 13.10.2024 19:00 Uhr             | 66 : 41 |
| ŽORK Jagodina Adžić 20                       | RK Hadžići Kulić 12                           | 34 : 22 (19 : 08)    | 32 : 19 (21 : 08)                | 66 : 41 |
| ŽORK Jagodina Adžić 20                       | RK Hadžići Kulić 12                           | 500 Zuschauer        | 500 Zuschauer                    | 66 : 41 |
| ADA de São Pedro do Sul Damascena 13         | HK Slovan Duslo Šaľa Holešová 11              | 05.10.2024 17:00 Uhr | 06.10.2024 17:00 Uhr             | 56 : 55 |
| ADA de São Pedro do Sul Damascena 13         | HK Slovan Duslo Šaľa Holešová 11              | 28 : 25 (17 : 11)    | 28 : 30 n. V. (13 : 12; 24 : 27) | 56 : 55 |
| ADA de São Pedro do Sul Damascena 13         | HK Slovan Duslo Šaľa Holešová 11              | 280 Zuschauer        | 350 Zuschauer                    | 56 : 55 |
| Kristianstad HK Collen 15                    | Westfriesland SEW Gooyers 12                  | 05.10.2024 19:00 Uhr | 12.10.2024 19:00 Uhr             | 67 : 48 |
| Kristianstad HK Collen 15                    | Westfriesland SEW Gooyers 12                  | 32 : 23 (12 : 16)    | 35 : 25 (16 : 12)                | 67 : 48 |
| Kristianstad HK Collen 15                    | Westfriesland SEW Gooyers 12                  | 385 Zuschauer        | 700 Zuschauer                    | 67 : 48 |
| Görele BSK Özdemir 17                        | ŽRK Metalurg Jankulovska 25                   | 05.10.2024 16:00 Uhr | 07.10.2024 17:00 Uhr             | 70 : 65 |
| Görele BSK Özdemir 17                        | ŽRK Metalurg Jankulovska 25                   | 36 : 28 (17 : 13)    | 34 : 37 (15 : 21)                | 70 : 65 |
| Görele BSK Özdemir 17                        | ŽRK Metalurg Jankulovska 25                   | 600 Zuschauer        | 600 Zuschauer                    | 70 : 65 |
| ŽRK Bjelovar Grizelj 12                      | Üsküdar BSK Vatan Güney 15                    | 05.10.2024 19:00 Uhr | 13.10.2024 16:00 Uhr             | 50 : 64 |
| ŽRK Bjelovar Grizelj 12                      | Üsküdar BSK Vatan Güney 15                    | 26 : 32 (12 : 13)    | 24 : 32 (12 : 17)                | 50 : 64 |
| ŽRK Bjelovar Grizelj 12                      | Üsküdar BSK Vatan Güney 15                    | 750 Zuschauer        | 450 Zuschauer                    | 50 : 64 |
| Házená Kynžvart Poláková 10                  | ŽRD Litija Bajc 14                            | 05.10.2024 16:00 Uhr | 12.10.2024 19:00 Uhr             | 62 : 45 |
| Házená Kynžvart Poláková 10                  | ŽRD Litija Bajc 14                            | 32 : 22 (21 : 09)    | 30 : 23 (14 : 09)                | 62 : 45 |
| Házená Kynžvart Poláková 10                  | ŽRD Litija Bajc 14                            | 400 Zuschauer        | 450 Zuschauer                    | 62 : 45 |
| H71 Egholm 17                                | Cyview Developers Latsia Nicosia Dimitrijević | 12.10.2024 20:00 Uhr | 13.10.2024 20:00 Uhr             | 91 : 35 |
| H71 Egholm 17                                | Cyview Developers Latsia Nicosia Dimitrijević | 50 : 14 (24 : 06)    | 41 : 21 (20 : 13)                | 91 : 35 |
| H71 Egholm 17                                | Cyview Developers Latsia Nicosia Dimitrijević | 240 Zuschauer        | 75 Zuschauer                     | 91 : 35 |
| Qaradağ HK Smirnowa 21                       | HB Red Boys Differdange Scheuren 13           | 05.10.2024 12:45 Uhr | 06.10.2024 12:45 Uhr             | 53 : 51 |
| Qaradağ HK Smirnowa 21                       | HB Red Boys Differdange Scheuren 13           | 27 : 24 (16 : 14)    | 26 : 25 (09 : 11)                | 53 : 51 |
| Qaradağ HK Smirnowa 21                       | HB Red Boys Differdange Scheuren 13           | 250 Zuschauer        | 250 Zuschauer                    | 53 : 51 |
| KHF Istogu Pavićević 19                      | A.E.S.H. Pylea Rafailia Karacharisi 14        | 12.10.2024 19:00 Uhr | 13.10.2024 19:00 Uhr             | 68 : 52 |
| KHF Istogu Pavićević 19                      | A.E.S.H. Pylea Rafailia Karacharisi 14        | 33 : 25 (13 : 12)    | 35 : 27 (19 : 12)                | 68 : 52 |
| KHF Istogu Pavićević 19                      | A.E.S.H. Pylea Rafailia Karacharisi 14        | 350 Zuschauer        | 300 Zuschauer                    | 68 : 52 |
| Cassa Rurale Pontinia Colloredo 18           | Málaga Costa del Sol S. López Jiménez 10      | 05.10.2024 18:00 Uhr | 12.10.2024 19:00 Uhr             | 47 : 63 |
| Cassa Rurale Pontinia Colloredo 18           | Málaga Costa del Sol S. López Jiménez 10      | 25 : 32 (16 : 17)    | 22 : 31 (11 : 15)                | 47 : 63 |
| Cassa Rurale Pontinia Colloredo 18           | Málaga Costa del Sol S. López Jiménez 10      | 400 Zuschauer        | 700 Zuschauer                    | 47 : 63 |
| HB Dudelange Dickes 15                       | Venéco VELO Duijnisveld 6                     | 05.10.2024 19:00 Uhr | 12.10.2024 19:00 Uhr             | 52 : 35 |
| HB Dudelange Dickes 15                       | Venéco VELO Duijnisveld 6                     | 22 : 17 (10 : 07)    | 30 : 18 (18 : 07)                | 52 : 35 |
| HB Dudelange Dickes 15                       | Venéco VELO Duijnisveld 6                     | 450 Zuschauer        | 700 Zuschauer                    | 52 : 35 |
| Cascada HC Garliava SM M. Ustilaitė 11       | Handball Erice Ateba Engadi 22                | 05.10.2024 11:30 Uhr | 12.10.2024 18:00 Uhr             | 51 : 72 |
| Cascada HC Garliava SM M. Ustilaitė 11       | Handball Erice Ateba Engadi 22                | 24 : 31 (09 : 18)    | 27 : 41 (15 : 21)                | 51 : 72 |
| Cascada HC Garliava SM M. Ustilaitė 11       | Handball Erice Ateba Engadi 22                | 400 Zuschauer        | 210 Zuschauer                    | 51 : 72 |
| Žalgiris Kaunas Rupeikaitė 12                | Valur Reykjavík Ásgeirsdóttir 12              | 05.10.2024 16:00 Uhr | 06.10.2024 16:00 Uhr             | 45 : 65 |
| Žalgiris Kaunas Rupeikaitė 12                | Valur Reykjavík Ásgeirsdóttir 12              | 17 : 31 (06 : 14)    | 28 : 34 (12 : 22)                | 45 : 65 |
| Žalgiris Kaunas Rupeikaitė 12                | Valur Reykjavík Ásgeirsdóttir 12              | 100 Zuschauer        | 100 Zuschauer                    | 45 : 65 |
| Colégio de Gaia Reis, Sabino je 12           | KHF Samadrexha Özkan 19                       | 12.10.2024 18:00 Uhr | 13.10.2024 18:00 Uhr             | 79 : 61 |
| Colégio de Gaia Reis, Sabino je 12           | KHF Samadrexha Özkan 19                       | 42 : 31 (20 : 11)    | 37 : 30 (20 : 14)                | 79 : 61 |
| Colégio de Gaia Reis, Sabino je 12           | KHF Samadrexha Özkan 19                       | 150 Zuschauer        | 150 Zuschauer                    | 79 : 61 |
| Caja Rural Aula Valladolid Lucio García 12   | KHF Ferizaj Esati, Nivokazi je 6              | 04.10.2024 20:00 Uhr | 06.10.2024 12:00 Uhr             | 79 : 30 |
| Caja Rural Aula Valladolid Lucio García 12   | KHF Ferizaj Esati, Nivokazi je 6              | 39 : 12 (21 : 07)    | 40 : 18 (20 : 07)                | 79 : 30 |
| Caja Rural Aula Valladolid Lucio García 12   | KHF Ferizaj Esati, Nivokazi je 6              | 760 Zuschauer        | 521 Zuschauer                    | 79 : 30 |
| SSV Brixen Vegni 8                           | Conservas Orbe Zendal BM Porriño Casasola 16  | 04.10.2024 20:30 Uhr | 06.10.2024 13:00 Uhr             | 37 : 70 |
| SSV Brixen Vegni 8                           | Conservas Orbe Zendal BM Porriño Casasola 16  | 21 : 36 (10 : 17)    | 16 : 34 (08 : 14)                | 37 : 70 |
| SSV Brixen Vegni 8                           | Conservas Orbe Zendal BM Porriño Casasola 16  | 1000 Zuschauer       | 1000 Zuschauer                   | 37 : 70 |
| DHC Slavia Prag Schreibmeierová 24           | ŽRK Mlinotest Ajdovščina Fegic 12             | 05.10.2024 15:00 Uhr | 12.10.2024 19:00 Uhr             | 63 : 56 |
| DHC Slavia Prag Schreibmeierová 24           | ŽRK Mlinotest Ajdovščina Fegic 12             | 34 : 30 (16 : 12)    | 29 : 26 (16 : 09)                | 63 : 56 |
| DHC Slavia Prag Schreibmeierová 24           | ŽRK Mlinotest Ajdovščina Fegic 12             | 300 Zuschauer        | 500 Zuschauer                    | 63 : 56 |
| Azeryol HK Bayramova 13                      | HK Halytschanka Lwiw Schukal 13               | 05.10.2024 15:00 Uhr | 06.10.2024 15:00 Uhr             | 38 : 68 |
| Azeryol HK Bayramova 13                      | HK Halytschanka Lwiw Schukal 13               | 22 : 36 (12 : 15)    | 16 : 32 (08 : 19)                | 38 : 68 |
| Azeryol HK Bayramova 13                      | HK Halytschanka Lwiw Schukal 13               | 550 Zuschauer        | 350 Zuschauer                    | 38 : 68 |
| HSC Kreuzlingen Blanke 11                    | IUVENTA Michalovce Bačenková 7                | 05.10.2024 15:30 Uhr | 12.10.2024 17:30 Uhr             | 43 : 54 |
| HSC Kreuzlingen Blanke 11                    | IUVENTA Michalovce Bačenková 7                | 24 : 27 (13 : 14)    | 19 : 27 (08 : 11)                | 43 : 54 |
| HSC Kreuzlingen Blanke 11                    | IUVENTA Michalovce Bačenková 7                | 380 Zuschauer        | 470 Zuschauer                    | 43 : 54 |
| KTSV Eupen Beckers 6                         | Haukar Hafnarfjörður Þorkelsdóttir 12         | 05.10.2024 16:00 Uhr | 06.10.2024 17:00 Uhr             | 33 : 68 |
| KTSV Eupen Beckers 6                         | Haukar Hafnarfjörður Þorkelsdóttir 12         | 16 : 38 (09 : 19)    | 17 : 30 (09 : 14)                | 33 : 68 |
| KTSV Eupen Beckers 6                         | Haukar Hafnarfjörður Þorkelsdóttir 12         | 319 Zuschauer        | 250 Zuschauer                    | 33 : 68 |
| Kur Mitrović 22                              | O.F.N. Ionias Lubjanaja 11                    | 05.10.2024 17:00 Uhr | 06.10.2024 15:30 Uhr             | 47 : 65 |
| Kur Mitrović 22                              | O.F.N. Ionias Lubjanaja 11                    | 25 : 32 (14 : 14)    | 22 : 33 (10 : 19)                | 47 : 65 |
| Kur Mitrović 22                              | O.F.N. Ionias Lubjanaja 11                    | 120 Zuschauer        | 100 Zuschauer                    | 47 : 65 |
| Greenpower JAGS Roomz Hotels Purkarthofer 13 | WAT Atzgersdorf Brezenci 15                   | 05.10.2024 18:00 Uhr | 06.10.2024 18:00 Uhr             | 44 : 57 |
| Greenpower JAGS Roomz Hotels Purkarthofer 13 | WAT Atzgersdorf Brezenci 15                   | 19 : 27 (07 : 12)    | 25 : 30 (15 : 19)                | 44 : 57 |
| Greenpower JAGS Roomz Hotels Purkarthofer 13 | WAT Atzgersdorf Brezenci 15                   | - Zuschauer          | - Zuschauer                      | 44 : 57 |
| Handball Käerjeng Welter 15                  | ŽRK Čair Skopje Dukovska 14                   | 05.10.2024 18:00 Uhr | 13.10.2024 19:00 Uhr             | 50 : 58 |
| Handball Käerjeng Welter 15                  | ŽRK Čair Skopje Dukovska 14                   | 24 : 26 (13 : 11)    | 26 : 32 (14 : 17)                | 50 : 58 |
| Handball Käerjeng Welter 15                  | ŽRK Čair Skopje Dukovska 14                   | 120 Zuschauer        | 500 Zuschauer                    | 50 : 58 |
| Anagennisi Artas Andritsou 12                | Madeira Andebol SAD Duarte 14                 | 05.10.2024 18:00 Uhr | 06.10.2024 18:00 Uhr             | 43 : 60 |
| Anagennisi Artas Andritsou 12                | Madeira Andebol SAD Duarte 14                 | 20 : 30 (08 : 16)    | 23 : 30 (10 : 17)                | 43 : 60 |
| Anagennisi Artas Andritsou 12                | Madeira Andebol SAD Duarte 14                 | 500 Zuschauer        | 400 Zuschauer                    | 43 : 60 |
| RK Dalmatinka Ploče Bule 14                  | ŽRK Borac Letić 14                            | 05.10.2024 19:00 Uhr | 12.10.2024 17:00 Uhr             | 55 : 45 |
| RK Dalmatinka Ploče Bule 14                  | ŽRK Borac Letić 14                            | 24 : 23 (15 : 10)    | 31 : 22 (11 : 10)                | 55 : 45 |
| RK Dalmatinka Ploče Bule 14                  | ŽRK Borac Letić 14                            | 300 Zuschauer        | 300 Zuschauer                    | 55 : 45 |
| ŽRK Tivat Arsenijević 12                     | Bursa Büyükşehir BS Şahan 13                  | 11.10.2024 15:00 Uhr | 12.10.2024 15:00 Uhr             | 43 : 72 |
| ŽRK Tivat Arsenijević 12                     | Bursa Büyükşehir BS Şahan 13                  | 25 : 34 (12 : 20)    | 18 : 38 (09 : 21)                | 43 : 72 |
| ŽRK Tivat Arsenijević 12                     | Bursa Büyükşehir BS Şahan 13                  | 275 Zuschauer        | 450 Zuschauer                    | 43 : 72 |
| Youth Union of Athienou Kkaila 6             | HRK Grude Lovrić 15                           | 11.10.2024 17:30 Uhr | 12.10.2024 17:00 Uhr             | 36 : 78 |
| Youth Union of Athienou Kkaila 6             | HRK Grude Lovrić 15                           | 21 : 39 (08 : 23)    | 15 : 39 (04 : 20)                | 36 : 78 |
| Youth Union of Athienou Kkaila 6             | HRK Grude Lovrić 15                           | 600 Zuschauer        | 500 Zuschauer                    | 36 : 78 |
| AEP Panorama Papadopoulou 9                  | MKS PR Gniezno Lipok 13                       | 11.10.2024 19:00 Uhr | 13.10.2024 15:00 Uhr             | 34 : 57 |
| AEP Panorama Papadopoulou 9                  | MKS PR Gniezno Lipok 13                       | 17 : 31 (06 : 14)    | 17 : 26 (10 : 12)                | 34 : 57 |
| AEP Panorama Papadopoulou 9                  | MKS PR Gniezno Lipok 13                       | 1050 Zuschauer       | 950 Zuschauer                    | 34 : 57 |
| Spono Eagles Bucher 12                       | PAOK Thessaloniki Kerlidi 8                   | 12.10.2024 16:00 Uhr | 13.10.2024 16:00 Uhr             | 48 : 58 |
| Spono Eagles Bucher 12                       | PAOK Thessaloniki Kerlidi 8                   | 27 : 33 (13 : 15)    | 21 : 25 (11 : 11)                | 48 : 58 |
| Spono Eagles Bucher 12                       | PAOK Thessaloniki Kerlidi 8                   | 77 Zuschauer         | 88 Zuschauer                     | 48 : 58 |

## Runde 3
An der dritten Runde nahmen 32 Mannschaften teil.

### Qualifizierte Teams
| - WAT Atzgersdorf - Qaradağ HK - HRK Grude - Házená Kynžvart - DHC Slavia Prag - Málaga Costa del Sol - Conservas Orbe Zendal BM Porriño - Caja Rural Aula Valladolid - H71 - O.F.N. Ionias - PAOK Thessaloniki - RK Dalmatinka Ploče - Haukar Hafnarfjörður - Valur Reykjavík - Handball Erice - Jomi Salerno | - KHF Istogu - HB Dudelange - ŽRK Čair Skopje - JuRo Unirek VZV - MKS PR Gniezno - Madeira Andebol SAD - Colégio de Gaia - ADA de São Pedro do Sul - ŽRK Železničar Inđija - ŽORK Jagodina - IUVENTA Michalovce - Kristianstad HK - Bursa Büyükşehir BS - Görele BSK - Üsküdar BSK - HK Halytschanka Lwiw |

### Ausgeloste Spiele und Ergebnisse
| Mannschaft 1                                   | Mannschaft 2                                   | Hinspiel             | Rückspiel            | Gesamt  |
| ---------------------------------------------- | ---------------------------------------------- | -------------------- | -------------------- | ------- |
| Conservas Orbe Zendal BM Porriño Casasola 11   | Bursa Büyükşehir BS Çetin 18                   | 09.11.2024 14:00 Uhr | 10.11.2024 16:00 Uhr | 58 : 52 |
| Conservas Orbe Zendal BM Porriño Casasola 11   | Bursa Büyükşehir BS Çetin 18                   | 34 : 26 (17 : 15)    | 24 : 26 (13 : 11)    | 58 : 52 |
| Conservas Orbe Zendal BM Porriño Casasola 11   | Bursa Büyükşehir BS Çetin 18                   | 200 Zuschauer        | 240 Zuschauer        | 58 : 52 |
| Valur Reykjavík Thompson, Magnúsdóttir je 12   | Kristianstad HK Wiik Seierstad 12              | 09.11.2024 17:30 Uhr | 16.11.2024 14:00 Uhr | 56 : 48 |
| Valur Reykjavík Thompson, Magnúsdóttir je 12   | Kristianstad HK Wiik Seierstad 12              | 27 : 24 (12 : 11)    | 29 : 24 (15 : 14)    | 56 : 48 |
| Valur Reykjavík Thompson, Magnúsdóttir je 12   | Kristianstad HK Wiik Seierstad 12              | 412 Zuschauer        | 300 Zuschauer        | 56 : 48 |
| Üsküdar BSK Yasemin Şahin 13                   | Madeira Andebol SAD Duarte 13                  | 09.11.2024 14:00 Uhr | 16.11.2024 18:00 Uhr | 45 : 64 |
| Üsküdar BSK Yasemin Şahin 13                   | Madeira Andebol SAD Duarte 13                  | 25 : 28 (14 : 13)    | 20 : 36 (10 : 19)    | 45 : 64 |
| Üsküdar BSK Yasemin Şahin 13                   | Madeira Andebol SAD Duarte 13                  | 450 Zuschauer        | 435 Zuschauer        | 45 : 64 |
| IUVENTA Michalovce Soskyda 17                  | HRK Grude Šumelj 18                            | 09.11.2024 18:00 Uhr | 10.11.2024 15:00 Uhr | 83 : 42 |
| IUVENTA Michalovce Soskyda 17                  | HRK Grude Šumelj 18                            | 44 : 20 (24 : 09)    | 39 : 22 (18 : 09)    | 83 : 42 |
| IUVENTA Michalovce Soskyda 17                  | HRK Grude Šumelj 18                            | 400 Zuschauer        | 200 Zuschauer        | 83 : 42 |
| Málaga Costa del Sol Resende 13                | ADA de São Pedro do Sul Guimaräes Barbosa 10   | 09.11.2024 18:00 Uhr | 16.11.2024 19:00 Uhr | 55 : 38 |
| Málaga Costa del Sol Resende 13                | ADA de São Pedro do Sul Guimaräes Barbosa 10   | 31 : 15 (17 : 08)    | 24 : 23 (11 : 10)    | 55 : 38 |
| Málaga Costa del Sol Resende 13                | ADA de São Pedro do Sul Guimaräes Barbosa 10   | 900 Zuschauer        | 400 Zuschauer        | 55 : 38 |
| MKS PR Gniezno Lipok 11                        | Handball Erice Pessoa Constantino 12           | 09.11.2024 18:00 Uhr | 16.11.2024 18:00 Uhr | 56 : 44 |
| MKS PR Gniezno Lipok 11                        | Handball Erice Pessoa Constantino 12           | 30 : 18 (16 : 10)    | 26 : 26 (17 : 11)    | 56 : 44 |
| MKS PR Gniezno Lipok 11                        | Handball Erice Pessoa Constantino 12           | 1300 Zuschauer       | 300 Zuschauer        | 56 : 44 |
| O.F.N. Ionias Kepesidou 9                      | ŽORK Jagodina Paunić 13                        | 10.11.2024 14:30 Uhr | 16.11.2024 19:00 Uhr | 50 : 43 |
| O.F.N. Ionias Kepesidou 9                      | ŽORK Jagodina Paunić 13                        | 27 : 20 (13 : 09)    | 23 : 23 (13 : 11)    | 50 : 43 |
| O.F.N. Ionias Kepesidou 9                      | ŽORK Jagodina Paunić 13                        | 300 Zuschauer        | 800 Zuschauer        | 50 : 43 |
| HB Dudelange Ciufoli 11                        | JuRo Unirek VZV Buter 12                       | 10.11.2024 16:00 Uhr | 16.11.2024 19:00 Uhr | 53 : 66 |
| HB Dudelange Ciufoli 11                        | JuRo Unirek VZV Buter 12                       | 22 : 30 (11 : 15)    | 31 : 36 (17 : 20)    | 53 : 66 |
| HB Dudelange Ciufoli 11                        | JuRo Unirek VZV Buter 12                       | 415 Zuschauer        | 500 Zuschauer        | 53 : 66 |
| ŽRK Železničar Inđija Obrenović, Vujnović je 8 | Caja Rural Aula Valladolid Prieto O’Mullony 15 | 10.11.2024 19:00 Uhr | 16.11.2024 20:00 Uhr | 41 : 55 |
| ŽRK Železničar Inđija Obrenović, Vujnović je 8 | Caja Rural Aula Valladolid Prieto O’Mullony 15 | 20 : 32 (11 : 16)    | 21 : 23 (10 : 16)    | 41 : 55 |
| ŽRK Železničar Inđija Obrenović, Vujnović je 8 | Caja Rural Aula Valladolid Prieto O’Mullony 15 | 400 Zuschauer        | 825 Zuschauer        | 41 : 55 |
| KHF Istogu Vicentini Campos 19                 | Házená Kynžvart Skácelová 12                   | 10.11.2024 19:45 Uhr | 17.11.2024 17:00 Uhr | 62 : 78 |
| KHF Istogu Vicentini Campos 19                 | Házená Kynžvart Skácelová 12                   | 30 : 44 (12 : 24)    | 32 : 34 (15 : 17)    | 62 : 78 |
| KHF Istogu Vicentini Campos 19                 | Házená Kynžvart Skácelová 12                   | 650 Zuschauer        | 350 Zuschauer        | 62 : 78 |
| Jomi Salerno Squizziato 12                     | DHC Slavia Prag Schreibmeierová 14             | 15.11.2024 18:30 Uhr | 17.11.2024 18:30 Uhr | 52 : 61 |
| Jomi Salerno Squizziato 12                     | DHC Slavia Prag Schreibmeierová 14             | 20 : 32 (12 : 22)    | 32 : 29 (13 : 17)    | 52 : 61 |
| Jomi Salerno Squizziato 12                     | DHC Slavia Prag Schreibmeierová 14             | 130 Zuschauer        | 110 Zuschauer        | 52 : 61 |
| H71 C. Arge 11                                 | PAOK Thessaloniki Grbavčević 12                | 15.11.2024 20:00 Uhr | 17.11.2024 20:00 Uhr | 53 : 54 |
| H71 C. Arge 11                                 | PAOK Thessaloniki Grbavčević 12                | 23 : 31 (10 : 17)    | 30 : 23 (15 : 14)    | 53 : 54 |
| H71 C. Arge 11                                 | PAOK Thessaloniki Grbavčević 12                | 250 Zuschauer        | 250 Zuschauer        | 53 : 54 |
| HK Halytschanka Lwiw Hawrysch 12               | Qaradağ HK Smirnowa 8                          | 16.11.2024 11:00 Uhr | 17.11.2024 09:00 Uhr | 67 : 39 |
| HK Halytschanka Lwiw Hawrysch 12               | Qaradağ HK Smirnowa 8                          | 33 : 20 (14 : 10)    | 34 : 19 (14 : 06)    | 67 : 39 |
| HK Halytschanka Lwiw Hawrysch 12               | Qaradağ HK Smirnowa 8                          | 250 Zuschauer        | 200 Zuschauer        | 67 : 39 |
| Görele BSK Kara 15                             | WAT Atzgersdorf Brezenci 12                    | 16.11.2024 16:00 Uhr | 17.11.2024 18:00 Uhr | 58 : 70 |
| Görele BSK Kara 15                             | WAT Atzgersdorf Brezenci 12                    | 32 : 35 (20 : 14)    | 26 : 35 (16 : 19)    | 58 : 70 |
| Görele BSK Kara 15                             | WAT Atzgersdorf Brezenci 12                    | 250 Zuschauer        | 350 Zuschauer        | 58 : 70 |
| Colégio de Gaia Sabino 17                      | ŽRK Čair Skopje Gjorgjievska, Gulicoska je 16  | 16.11.2024 16:00 Uhr | 17.11.2024 16:00 Uhr | 51 : 57 |
| Colégio de Gaia Sabino 17                      | ŽRK Čair Skopje Gjorgjievska, Gulicoska je 16  | 25 : 29 (16 : 15)    | 26 : 28 (09 : 13)    | 51 : 57 |
| Colégio de Gaia Sabino 17                      | ŽRK Čair Skopje Gjorgjievska, Gulicoska je 16  | 157 Zuschauer        | 250 Zuschauer        | 51 : 57 |
| RK Dalmatinka Ploče Bule 15                    | Haukar Hafnarfjörður Guðmundsdóttir 8          | 16.11.2024 19:00 Uhr | 17.11.2024 19:00 Uhr | 39 : 41 |
| RK Dalmatinka Ploče Bule 15                    | Haukar Hafnarfjörður Guðmundsdóttir 8          | 23 : 24 (13 : 10)    | 16 : 17 (10 : 09)    | 39 : 41 |
| RK Dalmatinka Ploče Bule 15                    | Haukar Hafnarfjörður Guðmundsdóttir 8          | 500 Zuschauer        | 500 Zuschauer        | 39 : 41 |

## Achtelfinale
Am Achtelfinale nahmen 16 Mannschaften teil. Die Gewinner werden in einem Hin- und Rückspiel ermittelt.

### Qualifizierte Teams
| - WAT Atzgersdorf - Házená Kynžvart - DHC Slavia Prag - Málaga Costa del Sol - Conservas Orbe Zendal BM Porriño - Caja Rural Aula Valladolid - O.F.N. Ionias - PAOK Thessaloniki | - Haukar Hafnarfjörður - Valur Reykjavík - ŽRK Čair Skopje - JuRo Unirek VZV - MKS PR Gniezno - Madeira Andebol SAD - IUVENTA Michalovce - HK Halytschanka Lwiw |

### Ausgeloste Spiele und Ergebnisse
| Mannschaft 1                                     | Mannschaft 2                                         | Hinspiel             | Rückspiel            | Gesamt  |
| ------------------------------------------------ | ---------------------------------------------------- | -------------------- | -------------------- | ------- |
| O.F.N. Ionias Kepesidou 12                       | JuRo Unirek VZV van der Geest 10                     | 12.01.2025 19:30 Uhr | 18.01.2025 19:00 Uhr | 59 : 42 |
| O.F.N. Ionias Kepesidou 12                       | JuRo Unirek VZV van der Geest 10                     | 34 : 21 (19 : 13)    | 25 : 21 (13 : 07)    | 59 : 42 |
| O.F.N. Ionias Kepesidou 12                       | JuRo Unirek VZV van der Geest 10                     | 250 Zuschauer        | 500 Zuschauer        | 59 : 42 |
| DHC Slavia Prag Míšová, Jankulovska je 12        | ŽRK Čair Skopje Gjorgjievska 14                      | 18.01.2025 18:00 Uhr | 19.01.2025 18:00 Uhr | 64 : 49 |
| DHC Slavia Prag Míšová, Jankulovska je 12        | ŽRK Čair Skopje Gjorgjievska 14                      | 31 : 20 (15 : 08)    | 33 : 29 (18 : 13)    | 64 : 49 |
| DHC Slavia Prag Míšová, Jankulovska je 12        | ŽRK Čair Skopje Gjorgjievska 14                      | 600 Zuschauer        | 250 Zuschauer        | 64 : 49 |
| HK Halytschanka Lwiw Schukal 15                  | Haukar Hafnarfjörður Þorkelsdóttir, Jónsdóttir je 12 | 11.01.2025 18:00 Uhr | 12.01.2025 18:00 Uhr | 46 : 50 |
| HK Halytschanka Lwiw Schukal 15                  | Haukar Hafnarfjörður Þorkelsdóttir, Jónsdóttir je 12 | 24 : 26 (09 : 12)    | 22 : 24 (10 : 13)    | 46 : 50 |
| HK Halytschanka Lwiw Schukal 15                  | Haukar Hafnarfjörður Þorkelsdóttir, Jónsdóttir je 12 | 570 Zuschauer        | 570 Zuschauer        | 46 : 50 |
| WAT Atzgersdorf Sujer 7                          | Conservas Orbe Zendal BM Porriño Bono, Casasola je 9 | 18.01.2025 18:00 Uhr | 19.01.2025 19:30 Uhr | 37 : 70 |
| WAT Atzgersdorf Sujer 7                          | Conservas Orbe Zendal BM Porriño Bono, Casasola je 9 | 18 : 42 (09 : 20)    | 19 : 28 (08 : 13)    | 37 : 70 |
| WAT Atzgersdorf Sujer 7                          | Conservas Orbe Zendal BM Porriño Bono, Casasola je 9 | 1300 Zuschauer       | 1100 Zuschauer       | 37 : 70 |
| Málaga Costa del Sol Resende 16                  | Valur Reykjavík Ásgeirsdóttir 13                     | 11.01.2025 18:00 Uhr | 18.01.2025 17:30 Uhr | 51 : 56 |
| Málaga Costa del Sol Resende 16                  | Valur Reykjavík Ásgeirsdóttir 13                     | 25 : 25 (13 : 15)    | 26 : 31 (10 : 13)    | 51 : 56 |
| Málaga Costa del Sol Resende 16                  | Valur Reykjavík Ásgeirsdóttir 13                     | 857 Zuschauer        | 539 Zuschauer        | 51 : 56 |
| Madeira Andebol SAD Costa 11                     | Házená Kynžvart Vávrová 11                           | 11.01.2025 18:00 Uhr | 18.01.2025 16:00 Uhr | 60 : 61 |
| Madeira Andebol SAD Costa 11                     | Házená Kynžvart Vávrová 11                           | 33 : 34 (14 : 19)    | 27 : 27 (14 : 12)    | 60 : 61 |
| Madeira Andebol SAD Costa 11                     | Házená Kynžvart Vávrová 11                           | 700 Zuschauer        | 635 Zuschauer        | 60 : 61 |
| PAOK Thessaloniki Kerlidi, Buratto Brocardo je 9 | IUVENTA Michalovce Kowalik 12                        | 11.01.2025 19:00 Uhr | 18.01.2025 17:30 Uhr | 47 : 49 |
| PAOK Thessaloniki Kerlidi, Buratto Brocardo je 9 | IUVENTA Michalovce Kowalik 12                        | 30 : 22 (15 : 11)    | 17 : 27 (10 : 12)    | 47 : 49 |
| PAOK Thessaloniki Kerlidi, Buratto Brocardo je 9 | IUVENTA Michalovce Kowalik 12                        | 950 Zuschauer        | 650 Zuschauer        | 47 : 49 |
| MKS PR Gniezno Hartman 14                        | Caja Rural Aula Valladolid Prieto O’Mullony 17       | 11.01.2025 18:00 Uhr | 19.01.2025 12:00 Uhr | 68 : 63 |
| MKS PR Gniezno Hartman 14                        | Caja Rural Aula Valladolid Prieto O’Mullony 17       | 33 : 34 (19 : 14)    | 35 : 39 (19 : 14)    | 68 : 63 |
| MKS PR Gniezno Hartman 14                        | Caja Rural Aula Valladolid Prieto O’Mullony 17       | 1400 Zuschauer       | 1000 Zuschauer       | 68 : 63 |

## Viertelfinale
Am Viertelfinale nahmen acht Mannschaften teil. Die Gewinner wurden in einem Hin- und Rückspiel ermittelt.

### Qualifizierte Teams
| - Házená Kynžvart - DHC Slavia Prag - Conservas Orbe Zendal BM Porriño - O.F.N. Ionias | - Haukar Hafnarfjörður - Valur Reykjavík - MKS PR Gniezno - IUVENTA Michalovce |

### Ausgeloste Spiele und Ergebnisse
| Mannschaft 1                                 | Mannschaft 2                          | Hinspiel             | Rückspiel            | Gesamt  |
| -------------------------------------------- | ------------------------------------- | -------------------- | -------------------- | ------- |
| Házená Kynžvart Vávrová 12                   | Haukar Hafnarfjörður Þorkelsdóttir 11 | 15.02.2025 16:00 Uhr | 22.02.2025 17:30 Uhr | 57 : 51 |
| Házená Kynžvart Vávrová 12                   | Haukar Hafnarfjörður Þorkelsdóttir 11 | 35 : 24 (17 : 11)    | 22 : 27 (08 : 15)    | 57 : 51 |
| Házená Kynžvart Vávrová 12                   | Haukar Hafnarfjörður Þorkelsdóttir 11 | 800 Zuschauer        | 360 Zuschauer        | 57 : 51 |
| IUVENTA Michalovce Soskyda 13                | MKS PR Gniezno Hartman 9              | 15.02.2025 18:00 Uhr | 22.02.2025 17:00 Uhr | 62 : 43 |
| IUVENTA Michalovce Soskyda 13                | MKS PR Gniezno Hartman 9              | 36 : 21 (17 : 08)    | 26 : 22 (08 : 09)    | 62 : 43 |
| IUVENTA Michalovce Soskyda 13                | MKS PR Gniezno Hartman 9              | 600 Zuschauer        | 900 Zuschauer        | 62 : 43 |
| Conservas Orbe Zendal BM Porriño Casasola 10 | O.F.N. Ionias Tsakalou 9              | 15.02.2025 19:00 Uhr | 16.02.2025 20:00 Uhr | 50 : 41 |
| Conservas Orbe Zendal BM Porriño Casasola 10 | O.F.N. Ionias Tsakalou 9              | 23 : 15 (09 : 08)    | 27 : 26 (12 : 15)    | 50 : 41 |
| Conservas Orbe Zendal BM Porriño Casasola 10 | O.F.N. Ionias Tsakalou 9              | 250 Zuschauer        | 170 Zuschauer        | 50 : 41 |
| Valur Reykjavík Ásgeirsdóttir 16             | DHC Slavia Prag Schreibmeierová 15    | 22.02.2025 17:00 Uhr | 23.02.2025 17:00 Uhr | 50 : 43 |
| Valur Reykjavík Ásgeirsdóttir 16             | DHC Slavia Prag Schreibmeierová 15    | 28 : 21 (17 : 12)    | 22 : 22 (09 : 14)    | 50 : 43 |
| Valur Reykjavík Ásgeirsdóttir 16             | DHC Slavia Prag Schreibmeierová 15    | 403 Zuschauer        | 361 Zuschauer        | 50 : 43 |

## Halbfinale
Am Halbfinale nahmen vier Mannschaften teil. Die Gewinner wurden in einem Hin- und Rückspiel ermittelt.
Qualifizierte Teams:
| - Házená Kynžvart - Conservas Orbe Zendal BM Porriño | - Valur Reykjavík - IUVENTA Michalovce |

| Mannschaft 1                                    | Mannschaft 2                           | Hinspiel             | Rückspiel            | Gesamt  |
| ----------------------------------------------- | -------------------------------------- | -------------------- | -------------------- | ------- |
| Conservas Orbe Zendal BM Porriño Schukowa 11    | Házená Kynžvart Vávrová, Božović je 12 | 23.03.2025 19:00 Uhr | 29.03.2025 16:00 Uhr | 61 : 55 |
| Conservas Orbe Zendal BM Porriño Schukowa 11    | Házená Kynžvart Vávrová, Božović je 12 | 31 : 28 (13 : 15)    | 30 : 27 (15 : 12)    | 61 : 55 |
| Conservas Orbe Zendal BM Porriño Schukowa 11    | Házená Kynžvart Vávrová, Božović je 12 | 1500 Zuschauer       | 590 Zuschauer        | 61 : 55 |
| IUVENTA Michalovce Wollingerová, Habánková je 6 | Valur Reykjavík Ásgeirsdóttir 15       | 23.03.2025 17:00 Uhr | 30.03.2025 16:00 Uhr | 45 : 53 |
| IUVENTA Michalovce Wollingerová, Habánková je 6 | Valur Reykjavík Ásgeirsdóttir 15       | 25 : 23 (14 : 08)    | 20 : 30 (10 : 17)    | 45 : 53 |
| IUVENTA Michalovce Wollingerová, Habánková je 6 | Valur Reykjavík Ásgeirsdóttir 15       | 900 Zuschauer        | 961 Zuschauer        | 45 : 53 |

## Finale
Es nahmen die zwei Sieger aus dem Halbfinale teil. Der Gewinner wurde in einem Hin- und Rückspiel ermittelt.
| Mannschaft 1                                 | Mannschaft 2                     | Hinspiel             | Rückspiel            | Gesamt  |
| -------------------------------------------- | -------------------------------- | -------------------- | -------------------- | ------- |
| Conservas Orbe Zendal BM Porriño Casasola 10 | Valur Reykjavík Ásgeirsdóttir 17 | 10.05.2025 17:00 Uhr | 17.05.2025 17:00 Uhr | 53 : 54 |
| Conservas Orbe Zendal BM Porriño Casasola 10 | Valur Reykjavík Ásgeirsdóttir 17 | 29 : 29 (12 : 16)    | 24 : 25 (09 : 12)    | 53 : 54 |
| Conservas Orbe Zendal BM Porriño Casasola 10 | Valur Reykjavík Ásgeirsdóttir 17 | 2000 Zuschauer       | 1789 Zuschauer       | 53 : 54 |

### Hinspiel
10. Mai 2025 in Porriño, Pabellón municipal de Porriño, 2000 Zuschauer
Conservas Orbe Zendal BM Porriño: Rosales, Palomino Delgado – Casasola (10), Santomé Santos (6), Bono (4), Schukowa     (3), Barros Muñoz (2), Buforn (2), Vallés Becerra (1), Samartin Lago (1), Campo Bastos, Benaches Gilsanz, Fernandez Lago, Bengoetxea Erriondo , Moreno Lahora, Laguna Aranda
Valur Reykjavík: Arngrímsdóttir Müller, Renötudóttir – Ásgeirsdóttir   (11), Magnúsdóttir (5), Hauksdóttir (3), Elíasdóttir   (3), Sturludóttir  (3), Thompson  (2), Björnsdóttir (1), Á. Ágústsdóttir (1), Þórhallsdóttir, L. Ágústsdóttir, Traustadóttir, Einarsdóttir , Eiríksdóttir, Arnarsdóttir
Schiedsrichter: Ioannis Fotakidis und Charalampos Kinatzidis,  Griechenland

### Rückspiel
17. Mai 2025 in Reykjavík, N1 höllin, 1789 Zuschauer
Valur Reykjavík: Arngrímsdóttir Müller, Renötudóttir – Ásgeirsdóttir   (6), L. Ágústsdóttir (4), Elíasdóttir  (4), Magnúsdóttir (4), Sturludóttir  (3), Thompson (3), Á. Ágústsdóttir (1), Hauksdóttir, Þórhallsdóttir, Björnsdóttir, Traustadóttir, Einarsdóttir , Eiríksdóttir, Arnarsdóttir
Conservas Orbe Zendal BM Porriño: Rosales, Palomino Delgado – Buforn (6), Barros Muñoz (4), Schukowa (3), Bono (3), Vallés Becerra (3), Santomé Santos  (2), Samartin Lago  (2), Bengoetxea Erriondo  (1), Casasola, Campo Bastos, Benaches Gilsanz, Fernandez Lago, Moreno Lahora, Laguna Aranda
Schiedsrichter: Titouan Picard und Pierre Vauchez,  Frankreich

## Statistiken

### Torschützenliste
Die Torschützenliste zeigt die drei besten Torschützinnen des EHF European Cups 2024/25.
Zu sehen sind die Nation der Spielerin, der Name, die Position, der Verein, die gespielten Spiele, die Tore und die Ø-Tore.
| Pl. | Nation      | Spieler                  | Pos. | Verein                           | Sp. | Tore | Ø    |
| --- | ----------- | ------------------------ | ---- | -------------------------------- | --- | ---- | ---- |
| 1.  | Island      | Þórey Anna Ásgeirsdóttir | (RA) | Valur Reykjavík                  | 12  | 83   | 6,91 |
| 2.  | Argentinien | Micaela Casasola         | (RL) | Conservas Orbe Zendal BM Porriño | 12  | 65   | 5,42 |
| 3.  | Tschechien  | Simona Schreibmeierová   | (RL) | DHC Slavia Prag                  | 8   | 57   | 7,13 |